# Zawady (gromada w powiecie ostrołęckim)
Zawady – dawna gromada, czyli najmniejsza jednostka podziału terytorialnego Polskiej Rzeczypospolitej Ludowej w latach 1954–1972.
Gromady, z gromadzkimi radami narodowymi (GRN) jako organami władzy najniższego stopnia na wsi, funkcjonowały od reformy reorganizującej administrację wiejską przeprowadzonej jesienią 1954 do momentu ich zniesienia z dniem 1 stycznia 1973, tym samym wypierając organizację gminną w latach 1954–1972.
Gromadę Zawady z siedzibą GRN w Zawadach utworzono – jako jedną z 8759 gromad na obszarze Polski – w powiecie ostrołęckim w woj. warszawskim, na mocy uchwały nr VI/10/10/54 WRN w Warszawie z dnia 5 października 1954. W skład jednostki weszły obszary dotychczasowych gromad Kopaczyska i Zawady ze zniesionej gminy Czarnia w tymże powiecie, ponadto lasy państwowe o obszarze 679 ha przylegające do południowej granicy gminy Czarnia i zachodniej granicy gromady Olszyny, tamże. Dla gromady ustalono 9 członków gromadzkiej rady narodowej.
29 lutego 1956 do gromady Zawady przyłączono wieś Olszyny z gromady Zalesie w tymże powiecie.
31 grudnia 1959 do gromady Zawady przyłączono wieś Kierzek ze znoszonej gromady Gleba w tymże powiecie. (wykreślone zmiany retroaktywnie uchylone uchwałami z 25 lutego 1960).
31 grudnia 1961 z gromady Zawady wyłączono wsie Kopaczyska i Zawady, włączając je do nowo utworzonej gromady Brodowe Łąki w powiecie przasnyskim w tymże województwie, po czym gromadę Zawady zniesiono, włączając jej pozostały obszar (wieś Olszyny) do gromady Czarnia w powiecie ostrołęckim.